# 聖若昂迪梅里蒂

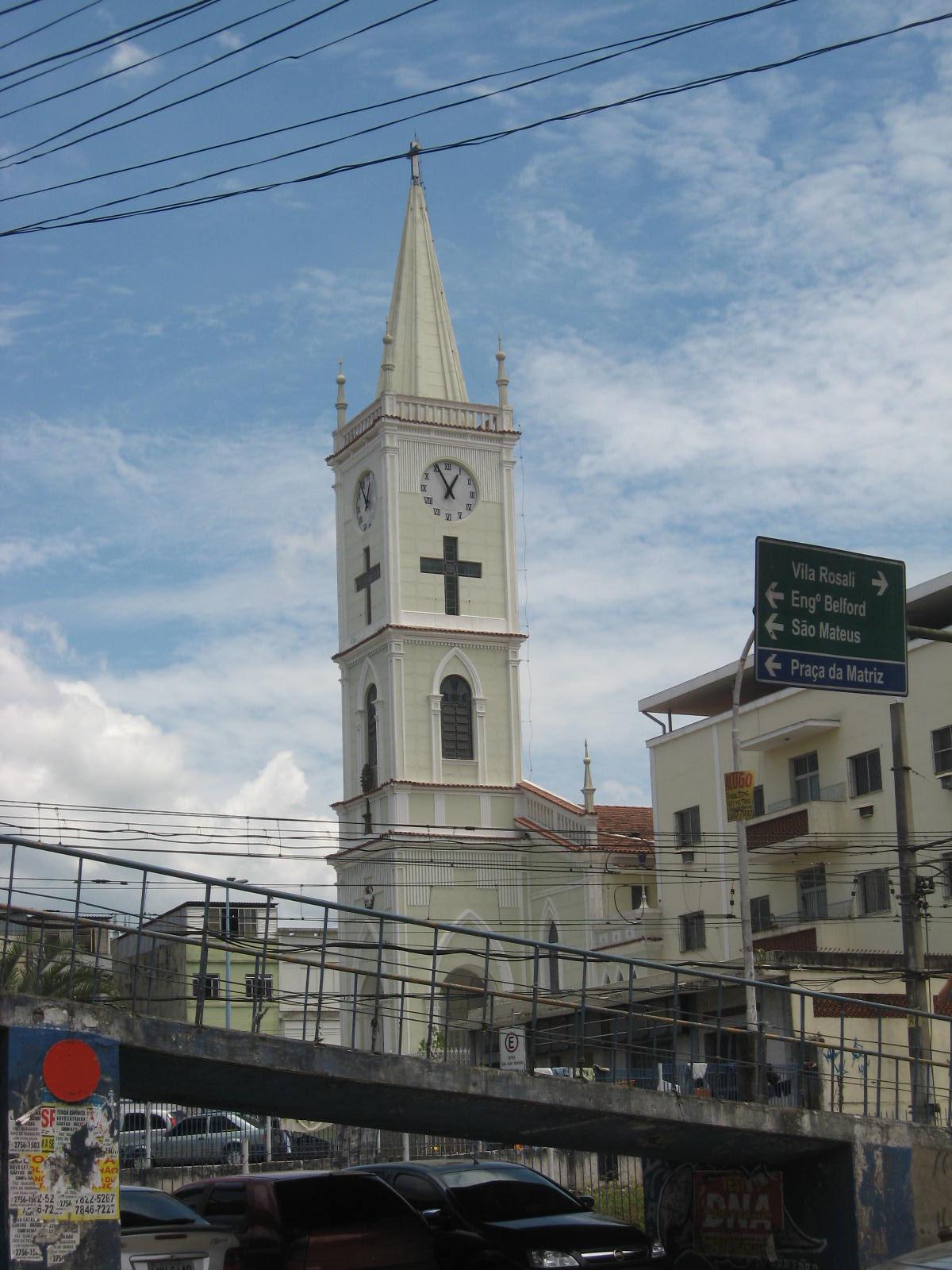
聖若昂迪梅里蒂

聖若昂迪梅里蒂（葡萄牙語：São João de Meriti）是巴西的城市，位於該國東南部，由里約熱內盧州負責管轄，始建於1647年，面積34平方公里，海拔高度19米，受熱帶氣候影響，2008年人口468,309。